# فونفزن
فونفزن (به آلمانی: Fünfseen) یک شهر در آلمان است که در Mecklenburgische Seenplatte District واقع شده‌است. فونفزن  ۱٬۲۵۸ نفر جمعیت دارد.